# 川島大
川島 大（かわしま だい、1982年1月21日 - ）は、日本の俳優。
劇団ひまわり所属。身長176cm。体重72kg。特技はテニス、スノーボード、スキー。

## 出演作品

### 映画
- バトル・ロワイアルII 鎮魂歌（2003年）

### テレビドラマ
- 火曜サスペンス劇場 孤独な果実（2000年）
- ストロベリー・オンザ・ショートケーキ（2001年）
- 新・天までとどけ2（2001年）
- 天国に一番近い男（2001年） - 湯川慶一
- フレーフレー人生!（2001年）
- 木更津キャッツアイ（2002年）
- 土曜ワイド劇場 ぽっかや殺人事件カルテ2（2002年）
- あなたの人生お運びします!（2003年）
- 幸福の王子（2003年）
- 愛の家〜泣き虫サトと7人の子〜（2003年）
- オレンジデイズ（2004年）
- 義経（2005年） - むじな
- 探偵学園Q（2007年）
- 金曜プレミアム 浅見光彦シリーズ 28（2008年） - 永野仁一郎（青年期）
- ROOKIES（2008年） - 庄司佳範
- ラブシャッフル（2009年）
- うぬぼれ刑事（2010年）

### CM
- 富士重工業（スバル）
- 日本コカ・コーラ